# Great Burstead
Great Burstead – wieś w Anglii, w hrabstwie Essex, w dystrykcie Basildon. Leży 15 km na południe od miasta Chelmsford i 42 km na wschód od Londynu. Great Burstead jest wspomniana w Domesday Book (1086) jako Burghesteda.